# Yiannis Moschovakis
Yiannis Nicholas Moschovakis (en grec moderne : Γιάννης Μοσχοβάκης; né le 18 janvier 1938 à Athènes) est un mathématicien et logicien spécialiste en théorie des ensembles, théorie descriptive des ensembles, et théorie de la récursivité. Il a été professeur à l'Université de Californie à Los Angeles.
Il est étroitement associé au développement de la théorie descriptive des ensembles effective, ou encore la théorie « lightface » (en) ou descriptive des ensembles ; il est connu pour le lemme de codage de Moschovakis (en) qui porte son nom.

## Biographie
Moschovakis grandit à Athènes, et part aux États-Unis en 1956. Il obtient un bachelor et un master au Massachusetts Institute of Technology en 1960, et un Ph.D. à Université du Wisconsin à Madison en 1963 sous la direction de Stephen Cole Kleene, avec une thèse intitulée Recursive Analysis. Il passe ensuite une année (1963-1964) comme Benjamin Peirce Instructor à l'université Harvard, puis rejoint l'université de Californie à Los Angeles où il est professeur à partir de 1970 et jusqu'en 2010, quand il devient professeur émérite. Il est également, et de 1996 à 2005, professeur de mathématiques à l'Université nationale et capodistrienne d'Athènes, où il est professeur émérite depuis 2005.
Moschovakis est marié avec Joan Moschovakis, logicienne et également élève de Stephen Kleene ; elle a enseigné au Occidental College. Ils ont donné en commun les Lindström Lectures en 2014 à l'université de Göteborg.

## Distinctions et honneurs
- 1968-1969 : Guggenheim Fellowship
- 1970-1972 : Sloan Fellowship
- 1974 : Conférencier invité au congrès international des mathématiciens à Vancouver ('New Methods and Results in Descriptive Set Theory).
- 1980 : Élu membre correspondant de l'Académie d'Athènes
- 1987 : Doctorat honoris causa en mathématiques de l'université d'Athènes
- 2002 : Doctorat honoris causa en mathématiques de l'université de Sofia (Bulgarie)
- 2008 : Tarski Lecturer (Algorithms and implementation ; English as an programming language ; The axiomatic derivation of absolute lower bounds).
- 2014 : Commandeur de l'ordre du Phénix (grecque.
- 2015 : Élu Fellow de l'American Mathematical Society « for contributions to mathematical logic, especially set theory and computability theory, and for exposition »[3].

## Publications (ouvrages)
- Elementary induction on abstract structures, North-Holland, 1974[4] (2e édition, Dover, 2008 (présentation en ligne))
- Descriptive set theory, North-Holland, 1980 (lire en ligne)[5] (2e édition, 2005)
- Notes on set theory, North-Holland, 1994 (2e édition, 2005 (lire en ligne))
- Abstract recursion and intrinsic complexity, Cambridge University Press, coll. « Lecture Notes in Logic » (no 48), 2019 (lire en ligne)